# 孔凡禮
孔凡禮（1923年—2010年），字景高，安徽太湖人。
1923年11月17日生於安徽太湖縣孔家河村。1947年6月國立安徽大學中文系畢業。任教寺前河第五小学、树林小学、太湖初级师范、北京三中。1958年2月9日開始在《光明日報·文學遺產》上發表論文《陆放翁的卒年》。1980年11月退休。前後编撰《苏轼年谱》、《蘇轍年譜》、《三苏年谱》。